# Кирх, Оливер
О́ливер Кирх (нем. Oliver Kirch; 21 августа 1982, Зост, Северный Рейн-Вестфалия, ФРГ) — немецкий футболист, полузащитник.

## Карьера
Начал играть на любительском уровне в клубах «Легден», «Штадтлон», «Фреден», и «Ферль», Оливер Кирх летом 2003 года присоединяется к «Боруссии» из Мёнхенгладбаха. В 2003 году он покинул клуб, проведя за 4 года всего 22 игры в основном составе и не забив ни одного гола, и перешёл в «Арминию» из Билефельда, где в свою первую же игру забил гол.
С осени 2004 года 8 месяцев был неактивен из-за травмы колена. 18 августа 2006 года в игре против «Нюрнберга», впервые с сентября 2003 года, игрок снова вышел в стартовом составе.
Кирх перешёл в сезоне 2010/11 в «Кайзерслаутерн», подписав трёхлетний контракт.
В 2012 году перешёл в стан дортмундской «Боруссии». Во второй половине сезона 2013/2014 Оливер стал чаще попадать в состав и демонстрировать прекрасную игру. Так, 26 апреля 2014 года в матче против леверкузенского «Байера» Кирх забил свой первый гол за «Боруссию». 19 мая 2014 года Кирх продлил контракт с дортмундским клубом до 2016 года. Дважды выигрывал Суперкубок Германии в составе «Боруссии» (2013, 2014 г.).
30 августа 2015 году перешёл из дортмундской «Боруссии» в клуб «Падерборн 07» и подписал контракт до 2017 года. В июле 2016 года Кирх объявил о завершении карьеры футболиста.

## Достижения
Командные
 «Боруссия (Дортмунд)»
- Обладатель Суперкубка Германии (2): 2013, 2014

## Характеристика
Кирх предпочтительно играет в полузащите, хотя также может действовать в обороне, как правый вингбэк.

## Личная жизнь
В ноябре 2010 года стало известно, что Оливер Кирх встречается с моделью Яной Флётотто.